# Nassira el-Salwi bint Mohammed el-Heyba
Nassira el-Salwi bint Mohammed el-Heyba ould Normach (en arabe: نصيرة السلوي بنت محمد الهيبة ولد نغماش) est une princesse Hassan de l'émirat du Brakna. Elle est l'une des épouses du sultan Alaouite Moulay Ismail.

## Biographie
Nassira est la fille de l'émir du Brakna, Mohammed el-Heyba ould Normach, elle appartient aux oulad Normach branche aînée des émirs Brakna de la tribu des Mghafra. Nassira est souvent confondue avec sa cousine éloignée Khanatha bint Bakkar issue de la tribu Mghrafra établis à Oued Noun. De cette confusion réside une incertitude quant à la date du mariage de Nassira, certaines sources citent qu'elle épousa Moulay Ismail entre 1678 et 1679 comme Lalla Khanatha. En revanche il est également possible que Nassira soit la princesse Hassan qui épousa Moulay Ismail en 1690 à la suite d'un duel qu'il remporta; précéder par une demande d’allégeance pour l'ensemble des peuples du Sahara, ou cette princesse accorda sa main à sa défaite, comme garantie du statut de tributaire de son peuple. Pendant le duel, elle l'a d'abord mis à rude épreuve, mais a ensuite été vaincue. 